# Lactarius austrovolemus
Lactarius austrovolemus é um fungo que pertence ao gênero de cogumelos Lactarius na ordem Russulales. Foi primeiramente descrito cientificamente pelo micologista japonês Tsuguo Hongo em 1973.